# Idź twardo: Historia Deweya Coxa
Idź twardo: Historia Deweya Coxa (ang. Walk Hard: The Dewey Cox Story) – amerykańska komedia muzyczna z 2007 roku w reżyserii Jake’a Kasdana. Wyprodukowany przez Columbia Pictures.

## Fabuła
Dewey Cox (John C. Reilly) jest na szczycie. Sprzedał miliony płyt, zdobył serca setek kobiet i przyjaźni się z największymi gwiazdami. Życie artysty to koncerty i imprezy. Najważniejsza pozostaje jednak muzyka, dzięki której z chłopaka z prowincji stał się ikoną rocka.

## Obsada
- John C. Reilly jako Dewford Randolph „Dewey” Cox
- Jenna Fischer jako Darlene Madison Cox
- Raymond J. Barry jako tata Cox
- Margo Martindale jako mama Cox
- Kristen Wiig jako Edith
- Conner Rayburn jako siedmioletni Dewey Cox
- Chip Hormess jako Nate Cox
- Tim Meadows jako Sam McPherson
- Chris Parnell jako Theo
- Matt Besser jako Dave

i inni